# Dykmeter
Et dykmeter er et måleinstrument bl.a. til trådløst at måle og justere resonansfrekvensen af et radiofrekvens kredsløb. Et dykmeter måler mængden af absorption af en radiofrekvens induktivt koblet magnetisk felt af nære objekter.
Et dykmeter bliver også kaldet et gitterdykmeter (GDO eller GDM – hhv akronym for engelsk grid dip oscillator og grid dip meter), transistordykmeter eller FET-dykmeter afhængig af hvilken forstærkerkomponent, som benyttes i oscillatorkredsløbet.

## Historie
Gitterdykmetre blev først udviklet i 1920'erne og blev bygget med elektronrør. Brugen af gitterdykmetre tog fart fra ca. 1950. Gitterdykmetre virkede ved at måle værdien af elektronrørets gitterstrøm. Moderne gitterdykmetre er designet med brug af faststof halvlederkomponenter og er mere alsidige. Navnet gitterdykmeter anvendes hyppigt, selvom der ikke mere er elektronrør med et gitter i måleudstyret.

## Anvendelser
Gitterdykmetre bliver anvendt af HF-professionelle og radioamatører til bl.a. at måle egenskaberne af kondensatorer, spoler, svingningskredse, filtre og radioantenner.

## Virkemåde
Et dykmeter kan anvendes på flere måder.
Fx kan et dykmeter med en aktiv oscillator, anvendes til at måle om output-energien ændres i nærheden af et resonanskredsløb. Hvis den gør, er den afstemt til frekvensen oscillatoren genererer. Funktionsmæssigt er det noget analogt med at en akustisk tone bliver stærkere, når genereret i nærheden af et resonanskammer eller en streng afstemt til den samme frekvens. Denne funktion kan anvendes følgende måder:
- Fasthold dykmeter på en ønsket frekvens - juster resonanskredsløb til den ønskede resonanskredsløb (dykmeteret dykker her).
- Juster frekvens på dykmeter - når dykmeteret dykker er den ukendte resonansfrekvens blevet målt.

En anden måde at anvende et dykmeter på er ved at måle en værdi af en ukendt spole eller kondensator. Den ukendte komponent sammensættes med spole eller kondensator med kendt værdi, så et resonanskredsløb haves. Med et dykmeter måles resonansfrekvensen. Med denne matematiske formel ({\displaystyle f_{0}={\frac {1}{2\pi {\sqrt {LC}}}}.} isolér L eller C) og beregning kan den ukendte værdi beregnes.
En tredje måde et dykmeter kan anvendes på er ved at justere oscillatoren til netop ikke at oscillere mere ("superregenerativ modtager" virkning). Når målespolen er i nærheden af en aktiv oscillator, kan dennes frekvens måles via dykmeterets frekvensskala (eller en indbygget frekvenstæller).
Det skal bemærkes at en resonanskredsløb typisk har flere resonansfrekvenser. Grunden er utilsigtede parasitiske spole og kondensator virkninger i både resonanskredsløb spole og kondensator. Man bør derfor starte frekvensmæssigt nedefra med at lede efter en resonansfrekvens.

## Opbygning
I hjertet af instrumentet er en afstembar svingningskreds med en spole som fungerer som en løst induktivt kobling til den målte LC-resonanskredsløb. Resonans kan ses som et dyk i meter indikatoren på enheden, sædvanligvis baseret på et mikroamperemeter.